# Аяуалулько (Альпатлауак)
Аяуалулько (исп. Ayahualulco) — посёлок в восточной части Мексики, на территории штата Веракрус. Входит в состав муниципалитета Альпатлауак.

## Географическое положение
Аяуалулько расположен на западе центральной части штата, к северо-востоку от вулкана Орисаба, на расстоянии приблизительно 50 километров к юго-юго-западу (SSW) от города Халапа-Энрикеса, административного центра штата. Абсолютная высота — 2330 метров над уровнем моря.

## Население
Согласно данным, полученным в ходе проведения официальной переписи 2005 года, в посёлке проживало 1200 человек (585 мужчин и 615 женщин). Насчитывалось 243 дома. По возрастному диапазону население распределилось следующим образом: 49,2 % — жители младше 18 лет, 42,8 % — между 18 и 59 годами и 8 % — в возрасте 60 лет и старше. Уровень грамотности среди жителей старше 15 лет составлял 79,3 %.
По данным переписи 2010 года, численность населения Аяуалулько составляла 1167 человек. Динамика численности населения посёлка по годам:
| 2000 | 2005 | 2010 |
| ---- | ---- | ---- |
| 1012 | 1200 | 1167 |